# Leptosiaphos koutoui
Leptosiaphos koutoui là một loài thằn lằn trong họ Scincidae. Loài này được Ineich, Schmitz, Chirio & Lebreton mô tả khoa học đầu tiên năm 2004.